# Saint-Julien-des-Chazes
Saint-Julien-des-Chazes település Franciaországban, Haute-Loire megyében. Lakosainak száma 54 fő (2022. január 1.). Saint-Julien-des-Chazes Chanteuges, Charraix, Pébrac, Prades, Saint-Arcons-d’Allier, Saint-Bérain és Siaugues-Sainte-Marie községekkel határos.

## Népesség
A település népessége az elmúlt években az alábbi módon változott:
| Lakosok száma | 115  | 103  | 92   | 81   | 73   | 68   | 67   | 71   | 65   | 54   |
|               | 1968 | 1982 | 1990 | 2006 | 2013 | 2015 | 2017 | 2019 | 2020 | 2022 |